# Hauptmannia
Hauptmannia är ett släkte av spindeldjur som beskrevs av Oudemans 1910. Hauptmannia ingår i familjen Erythraeidae.
Släktet innehåller bara arten Hauptmannia brevicollis.